# Baldwin Locomotive Works
A Baldwin Locomotive Works (BLW) 1825 és 1951 között vasúti mozdonyok amerikai gyártója volt. Eredetileg Philadelphiában működött, de a 20. század elején a közeli Eddystone-ba, Pennsylvaniába költözött. A vállalat évtizedekig a világ legnagyobb gőzmozdonygyártója volt, de a keresletnek a dízelmozdonyokra való átállásával egyre nehezebben tudott versenyezni. A Baldwin 1951-ben gyártotta le az utolsó mozdonyt (ekkorra már több, mint 70 ezer mozdonyt gyártott), mielőtt 1951. szeptember 11-én egyesült a Lima-Hamilton Corporationnel, és megalakult a Baldwin-Lima-Hamilton Corporation.
A vállalatnak nincs kapcsolata az ausztráliai Új-Dél-Wales-i E.M. Baldwin and Sons céggel, amely kis dízelmozdonyokat gyártott a cukornádvasutak számára.

## Története - 19. század

### Kezdetben

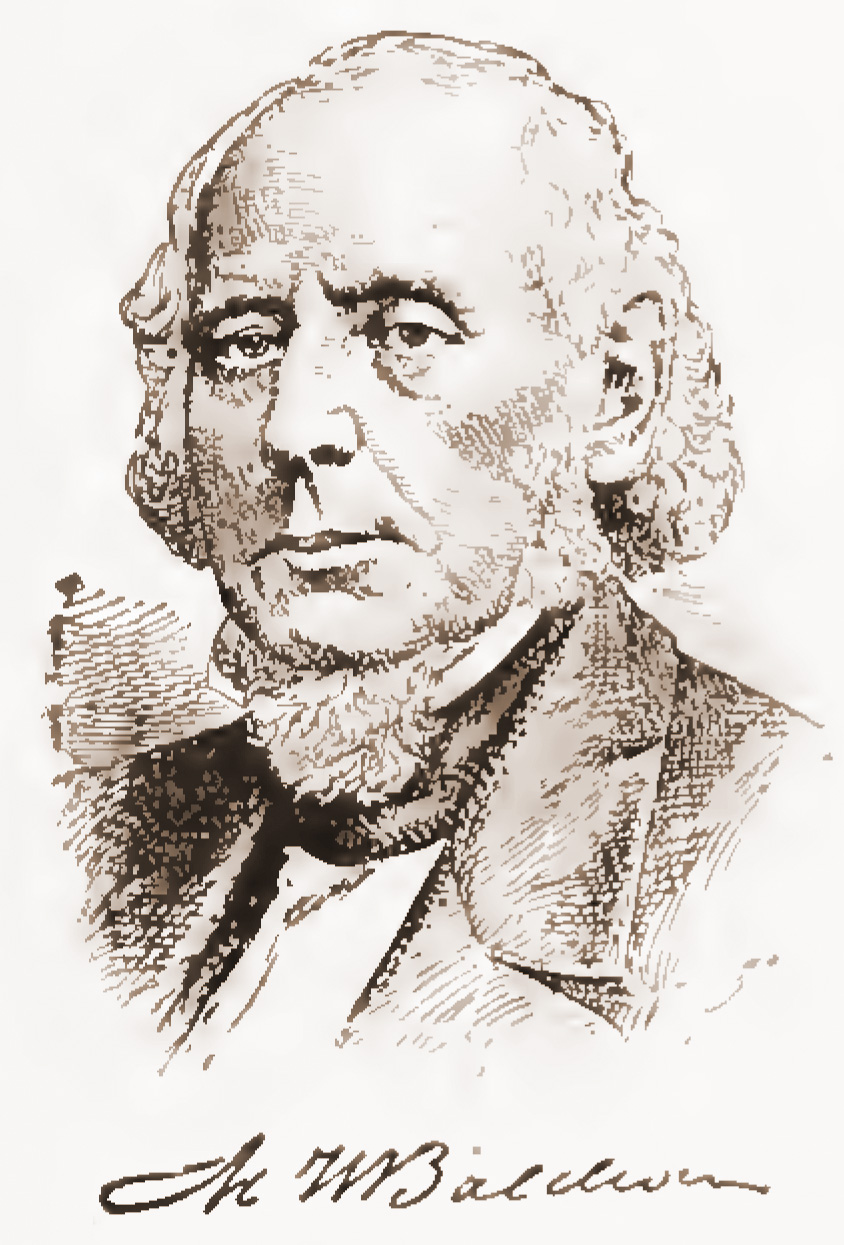
Matthias W. Baldwin

A Baldwin mozdonygyár szerényen indult. Matthias W. Baldwin, az alapító ékszerész és fehérkovács volt, aki 1825-ben társulást kötött David H. Mason gépésszel, és könyvkötő szerszámok és kalikony nyomdai hengerek gyártásával foglalkozott. Baldwin ezután saját használatra tervezett és épített egy kis helyhez kötött motort, amelynek kivitelezése olyan kiváló volt, hatékonysága pedig olyan nagy, hogy felkérték, hogy különböző felek számára építsen más hasonló gépeket is, és ez arra késztette, hogy a gőzgépészet felé fordítsa figyelmét. Az eredeti motor jóval több mint 60 évig volt használatban, és a gyár számos részlegét hajtotta, és jelenleg a washingtoni Smithsonian Intézetben van kiállítva.
1831-ben a philadelphiai múzeum felkérésére Baldwin egy miniatűr mozdonyt épített kiállításra, amely olyan nagy sikert aratott, hogy még abban az évben megrendelést kapott egy vasúttársaságtól egy mozdonyra, amely egy Philadelphia külvárosába vezető rövid vonalon közlekedett volna. A Camden and Amboy Railroad Company (C&A) nem sokkal korábban Angliából importált egy mozdonyt (John Bull), amelyet a New Jersey állambeli Bordentownban tároltak. Isaac Dripps (a C&A elnökének, Robert L. Stevensnek az irányításával) még nem szerelte össze, amikor Baldwin a helyszínre látogatott. Megvizsgálta a leválasztott részeket, és feljegyzéseket készített a főbb méretekről. Ezen adatok segítségével kezdett hozzá a feladathoz.
Ennek az első megbízásnak a kivitelezésével járó nehézségek olyanok voltak, amelyeket a mai mechanikusok nem könnyen érthetnek meg. Modern szerszámgépek egyszerűen nem léteztek; a hengereket egy fatuskóba rögzített vésővel fúrták, és kézzel forgatták; a munkásokat meg kellett tanítani, hogyan végezzenek el szinte minden munkát; és Baldwin maga is nagyrészt saját kezűleg végezte a munkát.
Ilyen körülmények között készült el az első mozdonya, amelyet Old Ironsidesnek kereszteltek el, és 1832. november 23-án kipróbálták a Philadelphia, Germantown és Norristown vasútvonalon. Azonnal aktív szolgálatba állították, és több mint 20 éven át teljesített szolgálatot. Négykerekű mozdony volt, súlya valamivel több mint öt tonna; a hajtó kerekek átmérője 54 hüvelyk (1,4 m) volt, a hengerek furata 9+1⁄2 hüvelyk (24 cm), lökete 18 hüvelyk (46 cm). A kerekek nehéz öntöttvas kerékagyakból készültek, fa küllőkkel és felnikkel, kovácsoltvas abroncsokkal, a váz pedig a kerekeken kívül elhelyezett fából készült. Egy 30 hüvelyk (0,76 m) átmérőjű kazánnal rendelkezett, amely 20 percig tartott a gőz előállításához. A végsebessége 45 km/óra (28 mph) volt.

## Története - 20. század
Kezdetben a Baldwin sokkal több gőzmozdonyt épített a szűkös, 196 hektáros (0,79 km²) Broad Street-i philadelphiai üzemében, de 1906-ban megkezdte a termelés fokozatos áthelyezését a Spring Street-i 616 hektáros (2,49 km²) telephelyre, a közeli Eddystone-ban, Pennsylvaniában. A Broad Street szűkült, de még így is hatalmas komplexum volt, amely a Broad Streettől a 18. utcáig és a Spring Garden Streettől a Reading sínekig, közvetlenül a Noble Street után 8 háztömböt foglalt el. Az Eddystone ezzel szemben 600 hektáron terült el. Kapacitása jóval több mint 3000 mozdony volt évente. A Broad Streetről való átköltözés az 1920-as évek végén fejeződött be.